# David Konderla

Wappen von David Austin Konderla

David Austin Konderla (* 3. Juni 1960 in Bryan, Texas, USA) ist ein US-amerikanischer Geistlicher und römisch-katholischer Bischof von Tulsa.

## Leben
David Konderla empfing am 3. Juni 1995 das Sakrament der Priesterweihe für das Bistum Austin.
Am 13. Mai 2016 ernannte ihn Papst Franziskus zum Bischof von Tulsa. Die Bischofsweihe spendete ihm der Erzbischof von Oklahoma City, Paul Stagg Coakley, am 29. Juni desselben Jahres. Mitkonsekratoren waren sein Amtsvorgänger Edward James Slattery und der Bischof von Austin, Joe Steve Vásquez.